# Smala sjön
Smala sjön är en sjö i Lerums kommun i Västergötland och ingår i Göta älvs huvudavrinningsområde.